# Вільям Добелл
Вільям Добелл (англ. William Dobell; нар. 24 вересня 1899, Ньюкасл — пом. 13 травня 1970, Вангі Вангі) — австралійський живописець-сюрреаліст.

## Біографія
Народився 24 вересня 1899 року в місті Ньюкаслі (Новий Південний Уельс, Австралія) в баготодітній сім'ї каменяра. Навчався в Художній школі Джуліана Аштона в Сіднеї, а потім, отримавши стипендію, здійснив подорож до Європи. У 1939 році став професором в Сіднеї.
Помер у Вангі Вангі 13 травня 1970 року.

## Особисте життя
Вільям Добелл ніколи не одружувався, через те що був геєм. Деякі з його робіт мали сильний гомоеротичний підтекст.

## Роботи
Серед робіт художника пейзажі, міські сцени і портрети:
- «Сплячий грек», приватне зібрання[8];
- «Портрет Джошуа Сміта», приватне зібрання.